# Steken en prikken
Steken en prikken is een Nederlands online- en televisieprogramma van BNNVARA. Het werd oorspronkelijk uitgezonden op YouTube, maar wordt op televisie herhaald tijdens het NPO Zappblok op NPO 3. De presentatie van het programma is in handen van Jurre Geluk en Emma Wortelboer.
Vanaf het derde seizoen wordt het programma uitgezonden onder de titel Steken en prikken: Op vakantie en vinden de opnames van het programma plaats in het buitenland.

## Format
In het programma gaan presentatoren Jurre Geluk en Emma Wortelboer op onderzoek uit hoeveel pijn bepaalde diersteken en beten opleveren. Om dit uit te vinden laten ze zich om de beurt iedere aflevering door een ander dier zich steken, prikken, knijpen of bijten.
In de afleveringen worden ze standaard bijgestaan door bioloog Roy Veldhuizen en dokter Addy Valenkamp. Veldhuizen geeft aan de begin van de aflevering informatie over het dier dat die aflevering centraal staat, vervolgens begeleidt hij de presentatoren en ondersteunt hij het dier dat een van de presentatoren gaat steken, prikken, knijpen of bijten. Na dit proces stelt de andere presentator een vraag ingestuurd door de kijker. Hierna vertelt Valenkamp, in het programma dokter Addy genoemd, wat voor wond het dier achter heeft gelaten en hoe dit het beste schoongemaakt en verholpen kan worden.
Aan het einde van de aflevering geeft de gebeten / gestoken presentator een cijfer op de "pijnometer" waarbij het cijfer één staat voor een kusje en het cijfer tien voor je arm eraf.

## Seizoenen

### Seizoen 1 (2021)
| Afl | Uitzenddatum  | Dier                       | Gestoken / gebeten / geknepen | Cijfer op pijnometer  |
| --- | ------------- | -------------------------- | ----------------------------- | --------------------- |
| 1   | 29 maart 2021 | Wesp                       | Jurre Geluk                   | 5                     |
| 2   | 5 april 2021  | Egel                       | Emma Wortelboer               | 4                     |
| 3   | 12 april 2021 | Rode bosmier               | Jurre Geluk                   | 1                     |
| 4   | 19 april 2021 | Geelgerande waterroofkever | Emma Wortelboer               | 4,5                   |
| 5   | 26 april 2021 | Amerikaanse rivierkreeft   | Emma Wortelboer               | 5,5                   |
| 6   | 3 mei 2021    | Sabelsprinkhaan            | Jurre Geluk                   | 4                     |
| 7   | 10 mei 2021   | Noordzeekrab               | Jurre Geluk                   | 2                     |
| 8   | 17 mei 2021   | Hoornaar                   | Emma Wortelboer               | 8,5                   |
| 9   | 24 mei 2021   | Viervlekwielwebspin        | Jurre Geluk                   | 1,5                   |
| 10  | 31 mei 2021   | Roodwangschildpad          | n.v.t.                        | n.v.t.                |
| 11  | 7 juni 2021   | Compilatie-aflevering      | Compilatie-aflevering         | Compilatie-aflevering |

- Tijdens de tiende aflevering van dit eerste seizoen werd Jurre Geluk uiteindelijk niet gebeten door de roodwangschildpad omdat het dier niet wilde toehappen.

### Seizoen 2 (2022)
| Afl | Uitzenddatum  | Dier                   | Gestoken / gebeten / geknepen | Cijfer op pijnometer  |
| --- | ------------- | ---------------------- | ----------------------------- | --------------------- |
| 1   | 14 maart 2022 | Medicinale bloedzuiger | Emma Wortelboer               | 4                     |
| 2   | 21 maart 2022 | Canadese kreeft        | Jurre Geluk                   | 1                     |
| 3   | 28 maart 2022 | Grote aardhommel       | Emma Wortelboer               | 6                     |
| 4   | 4 april 2022  | Platte zwemwants       | Jurre Geluk                   | 4                     |
| 5   | 11 april 2022 | Reuzenberenklauw       | Jurre Geluk                   | 6                     |
| 6   | 18 april 2022 | Paling                 | Emma Wortelboer               | 1                     |
| 7   | 25 april 2022 | Gewone steekmug        | Jurre Geluk                   | 0                     |
| 8   | 2 mei 2022    | Waterschorpioen        | Emma Wortelboer               | 2                     |
| 9   | 9 mei 2022    | Wespspin               | Jurre Geluk                   | 1                     |
| 10  | 16 mei 2022   | Snoek                  | Jurre Geluk                   | 4                     |
| 11  | 23 mei 2022   | Compilatie-aflevering  | Compilatie-aflevering         | Compilatie-aflevering |

- Tijdens aflevering vijf tijdens dit tweede seizoen stond er geen dier centraal maar een plant.[4]

### Seizoen 3 (2023)
Dit seizoen verscheen onder de naam Steken en prikken: Op vakantie, waarbij het programma opgenomen werd in Frankrijk en waar ze met Franse dieren te werk gingen.
| Afl | Uitzenddatum  | Dier                     | Gestoken / gebeten / geknepen | Cijfer op pijnometer  |
| --- | ------------- | ------------------------ | ----------------------------- | --------------------- |
| 1   | 20 maart 2023 | Gemarmerde sidderrog     | Jurre Geluk                   | 1                     |
| 2   | 27 maart 2023 | Bronlibelle              | Emma Wortelboer               | 3,5                   |
| 3   | 3 april 2023  | Smaragd hagedis          | Jurre Geluk                   | 4                     |
| 4   | 10 april 2023 | Gouden schallebijter     | Jurre Geluk                   | 2                     |
| 5   | 17 april 2023 | Zee-egel                 | Emma Wortelboer               | 4                     |
| 6   | 24 april 2023 | Vliegend hert            | Jurre Geluk                   | 0,5                   |
| 7   | 1 mei 2023    | Regendaas                | Jurre Geluk*                  | 5                     |
| 8   | 8 mei 2023    | Geelbuikvuurpad          | Emma Wortelboer               | 2                     |
| 9   | 15 mei 2023   | Gladde slang             | Emma Wortelboer               | 4,5                   |
| 10  | 22 mei 2023   | Amerikaanse dwergmeerval | Roy Veldhoven                 | 5                     |
| 11  | 29 mei 2023   | Compilatie-aflevering    | Compilatie-aflevering         | Compilatie-aflevering |

- Tijdens aflevering zeven van dit derde seizoen moest eigenlijk Emma Wortelboer gestoken worden, echter de regendaas ontsnapte. Niet veel later tijdens het eindgesprek werd Jurre Geluk onvoorbereid alsnog drie maal gestoken door een wilde regendaas die niet door de productie gevangen was. Deze drie steken werden als alternatief voor de steek van Emma Wortelboer gebruikt om het cijfer voor de steek van de regendaas te geven.
- Tijdens aflevering tien van dit derde seizoen durfden beide presentatoren zich niet te laten steken door de Amerikaanse dwergmeerval, daarom nam bioloog Roy Veldhoven hun plek in.

### Seizoen 4 (2024)
Het vierde seizoen verscheen net als het derde seizoen onder de naam Steken en prikken: Op vakantie, tijdens dit seizoen werd het programma opgenomen in Italië en gaan ze met Italiaanse dieren te werk.
| Afl | Uitzenddatum  | Dier                      | Gestoken / gebeten / geknepen | Cijfer op pijnometer |
| --- | ------------- | ------------------------- | ----------------------------- | -------------------- |
| 1   | 23 maart 2024 | Europese bidsprinkhaan    | Jurre Geluk                   | 4                    |
| 2   | 30 maart 2024 | Weverboktor               | Emma Wortelboer               | 4,5                  |
| 3   | 6 april 2024  | Geelgroene toornslang     | n.v.t.                        | n.v.t.               |
| 4   | 13 april 2024 | Hazelworm                 | n.v.t.                        | n.v.t.               |
| 5   | 20 april 2024 | Gewone grottenspin        | Emma Wortelboer               | 4                    |
| 6   | 27 april 2024 | Gewone steenloper         | Jurre Geluk                   | 1                    |
| 7   | 11 mei 2024   | Vuursalamander            | Jurre Geluk                   | 2,5                  |
| 8   | 18 mei 2024   | Italiaanse schorpioen     | Jurre Geluk                   | 6                    |
| 9   | 25 mei 2024   | Stinkende kortschildkever | Emma Wortelboer               | 4                    |
| 10  | 1 juni 2024   | Riftrekkervis             | Jurre Geluk                   | 3,5                  |

- In aflevering drie en vier werd geen cijfer gegeven. In aflevering drie moest Jurre Geluk worden gebeten door een geelgroene toornslang, maar die wist te ontsnappen op het moment dat hij gebeten moest worden waardoor Geluk niet gebeten werd en in aflevering vier moest Emma Wortelboer worden gebeten door een hazelworm, maar de die wilde niet bijten, zodat ook zij niet werd gebeten.
- In aflevering zeven werd Jurre Geluk niet gestoken, gebeten of geknepen, maar werd het gif van de vuursalamander op zijn arm gesmeerd.

### Seizoen 5 (2025)
Het vijfde seizoen werd net als de voorgaande twee seizoen in het buitenland opgenomen en uitgezonden onder de titel Steken en prikken: Op vakantie. Het programma werd dit seizoen opgenomen in Suriname, waarbij ze met typische Surinaamse dieren aan de slag gaan.
| Afl | Uitzenddatum  | Dier                | Gestoken / gebeten / geknepen | Cijfer op pijnometer |
| --- | ------------- | ------------------- | ----------------------------- | -------------------- |
| 1   | 5 april 2025  | Kwal                | Jurre Geluk                   | 5                    |
| 2   | 12 april 2025 | Bombardeerkever     | Emma Wortelboer               | 2                    |
| 3   | 19 april 2025 | Dwergkaaiman        | Jurre Geluk en Roy Veldhoven  | 6,5                  |
| 4   | 26 april 2025 | Grote vissende spin | Jurre Geluk                   | 6                    |
| 5   | 3 mei 2025    | Piranha             | Emma Wortelboer               | 7,5                  |
| 6   | 10 mei 2025   | Beermotrups         | Emma Wortelboer               | 3                    |
| 7   | 17 mei 2025   | Kegelkopsprinkhaan  | Jurre Geluk                   | 4                    |
| 8   | 24 mei 2025   | Waterkakkerlak      | Emma Wortelboer               | 3                    |
| 9   | 31 mei 2025   | Spinnendoder        | Emma Wortelboer               | 8                    |
| 10  | 7 juni 2025   | Kogelmier           | Jurre Geluk                   | 8                    |

- In aflevering drie werd Jurre Geluk gebeten door een dwergkaaiman, echter toen bioloog Roy Veldhoven de kaken openhield om Jurre te laten bijten, werden ze allebei gebeten.
- In aflevering tien werd Jurre Geluk gebeten door een kogelmier, echter omdat de pijn na een steek hiervan gemiddeld 24 uur kan aanhouden werd besloten de cijfer op de pijnometer pas een dag later in de aflevering te geven.

## Trivia
- Als de aangewezen presentator zich niet durft te laten steken / prikken / knijpen / bijten door een dier, mogen de presentatoren van plek wisselen.
- In het najaar van 2022 was het programma genomineerd tijdens het Gouden Televizier-Ring Gala in de categorie Televizier-Ster Jeugd.[7]
- In maart 2023 waren Geluk en Wortelboer samen te gast in het televisieprogramma Beau om over een aankomend seizoen van het programma te praten. Om erover mee te praten liet presentator Beau van Erven Dorens zich tijdens de live-uitzending steken door een medicinale bloedzuiger.[8]